# Vespasianus forum
Vespasianus forum eller Forum pacis (latin "Fredsforum") invigdes av kejsar Vespasianus år 75 e.Kr. 
Detta forum var en stor, kvadratisk plats omgiven av en portik med en rad stora salar längs östra sidan.